# Sarras
Sarras ist eine französische Gemeinde mit 2.232 Einwohnern (Stand: 1. Januar 2022) im Département Ardèche in der Region Auvergne-Rhône-Alpes. Die Gemeinde gehört zum Arrondissement Tournon-sur-Rhône und zum Kanton Sarras (bis 2015: Kanton Tournon-sur-Rhône).

## Geographie
Sarras liegt etwa 75 Kilometer südlich von Lyon am Ufer der Rhône, in die hier der Fluss Ay mündet. Im Norden begrenzt der Cance die Gemeinde. Umgeben wird Sarras von den Nachbargemeinden Talencieux und Andance im Norden, Laveyron im Nordosten, Saint-Vallier im Osten und Südosten, Ozon im Süden, Eclassan im Südwesten sowie Ardoix im Westen und Nordwesten.
In dem Weinbaugebiet Côtes du Rhône, zu dem auch die Gemeinde gehört, wird der Saint-Joseph Wein produziert.

## Bevölkerungsentwicklung
| Jahr                       | 1962 | 1968 | 1975 | 1982 | 1990 | 1999 | 2006 | 2012 | 2018 |
| Einwohner                  | 1518 | 1555 | 1660 | 1669 | 1837 | 1829 | 1992 | 2072 | 2213 |
| Quellen: Cassini und INSEE |      |      |      |      |      |      |      |      |      |

## Sehenswürdigkeiten
- Kirche Nativité-de-la-Vierge, ursprünglich im 12. Jahrhundert errichtet, heutiger Kirchbau aus dem Jahr 1860
- Kapelle Notre-Dame-d’Espérance aus dem Jahr 1874
- Schloss Sarras (Schlösser Revirand, Carret und Sarras)
- befestigtes Tor aus dem Jahre 1550

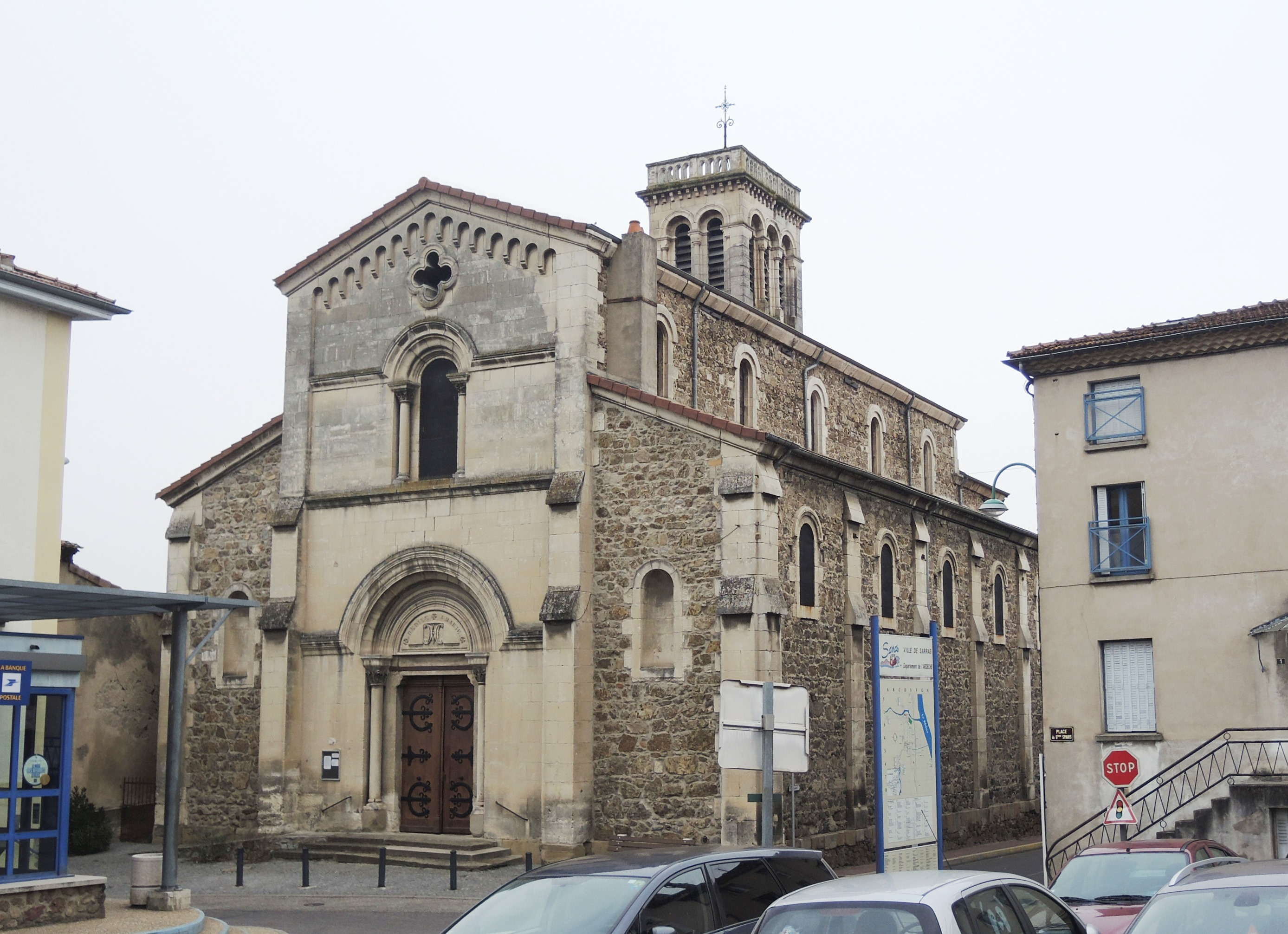
Kirche Nativité-de-la-Vierge

- Brunnen von 1867